# Дело о фальшивых деньгах для Анголы
В 1925 году группа аферистов из Португалии с помощью поддельных документов сделали официальный заказ на печать португальской национальной валюты эскудо, которые якобы хотели отправить в португальскую колонию Анголу, чтобы оживить её экономику. Им удалось осуществить свой план и выпустить в оборот большое количество настоящих купюр в 500 эскудо. Все впоследствии были осуждены. Афера признана одной из самых гениальных и необычных финансовых афер в истории человечества.

## Экономическая ситуация в стране накануне аферы
Экономическое положение в Португалии после окончания Первой мировой войны можно было назвать устойчиво плохим. Экономическая депрессия в послевоенной Европе затронула некогда могущественную, но на тот момент уже ослабленную Португалию, которая, в основном, держалась на сельском хозяйстве. Несбалансированность бюджета, сильное превышение импорта над экспортом вели экономику к краху.
За 7 послевоенных лет в Португалии сменились 3 президента и 26 правительств. Национальная валюта эскудо обесценивалась, и монетный двор Португалии не справлялся с таким большим количеством работы, с 1920 г. крупные заказы на изготовление банкнот начали размещать за границей, как правило, в Англии.
Ангола была колонией Португалии, но уровень жизни в ней по сравнению с Португалией был достаточно низкий, и ее приходилось содержать за счет метрополии. Расходы на содержание колониальных войск и администрации только увеличивали бюджетный дефицит, по этому Банк Португалии выпускал для колоний специальные деньги, которые в самой метрополии не котировались.

## Основные участники аферы

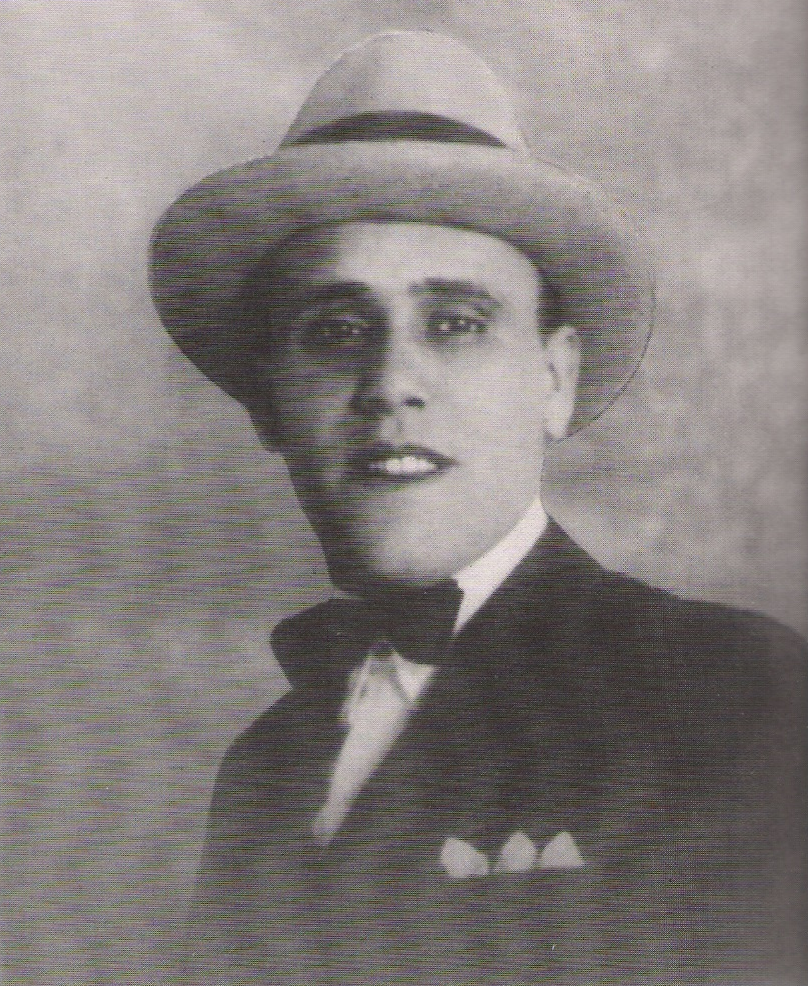
Артур Вергилио Альвес Рейс — автор аферы

- Артур Вергилио Альвес Рейс (Artur Alves dos Reis) — авантюрист, бизнесмен, предприниматель, глава и идейный вдохновитель аферы. С 20 лет жил и работал в Анголе по фальшивому диплому, был одновременно инспектором общественных работ и главным инженером железных дорог. Имел и до этого проблемы с законом когда провернул аферу по покупке компании Ambaca за ее же собственные деньги. Вернувшись в Европу, начал бизнес по торговле автомобилями, но прогорел;
- Жозе душ Сантуш Бандейра (José Bandeira) — компаньон Рейса, разорившийся предприниматель, бывший грабитель, имел судимость на 7 лет за спекуляции со спиртом, отбывал наказание в Южной Африке;
- Карел Маранг ван Иссельвеере (Karel Marang van IJsselveere) — компаньон Рейса, неудавшийся предприниматель;
- Адольф Густав Хеннис (Adolph Hennies) — настоящее имя Иоганн Георг Адольфа Дёринг, компаньон Рейса, бывший владелец сигарной фабрики в Нью-Йорке, и бизнес-партнер Карела Маранга. По некоторым данным он, возможно, был немецким шпионом, посланным с целью испортить отношения Португалии и ее колоний;
- Адриано Кошта да Сильва (Adrian Kosta da Silva)— компаньон Рейса, управляющий «Банка Анголы и Метрополии»

и другие.

## Странные банкноты

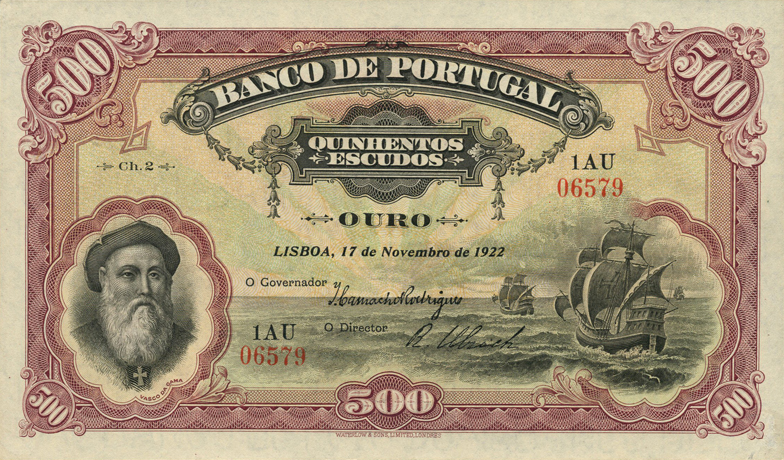
Образец банкноты 500 эскудо

Начиная с февраля 1925 г., из разных концов Португалии в полицию и банки стала поступать информация о появлении в обращении большого количества новых банкнот достоинством 500 эскудо. Деньги такого номинала были в обращении уже больше четырёх лет, но последняя крупная партия таких денег была пущена в оборот ещё в 1922 г., это вызвало подозрения.
Поинтересовавшись источником этих денег, выяснили что их часто получали сотрудничая с крупным предпринимателем по имени Адриано Сильва.
Экспертиза денег, которыми Адриано Сильва расплатился со своими контрагентами, показала, что все банкноты были настоящими.
Желая погасить возникшее недоверие населения страны, руководство государственного банка выступило с официальным заявлением, распространенным 6 мая 1925 г. газетами: «Администрация Банка Португалии доводит до всеобщего сведения, что для беспокойств по поводу якобы появившихся в обращении фальшивых ассигнаций в 500 эскудо нет никаких оснований», это успокоило население, но усилило подозрения Банка Португалии.
Управляющий Банком связался с криминальной полицией города Лиссабона и 5 декабря 1925 г. в город Порту выехала следственная группа, с целью провести расследование.
Оказалось что новые купюры часто получали в местном отделении «Банка Анголы и метрополии». А управляющим этим банком был никто иной, как Адриано Сильва, человек, ранее имевший проблемы с законом.
Сверка номеров банкнот дала результат, в который трудно было поверить — нашли 4 пары настоящих купюр достоинством 500 эскудо, имевшие одинаковые номера и находившиеся одновременно в двух разных хранилищах. Это означало только одно: каким-то непонятным образом преступники сумели повторно использовать настоящие типографские пластины, находившиеся на хранении в Англии.
Судьи выписали ордера на арест учредителей «Банка Анголы и метрополии», членов его Совета директоров и администрации. Как раз 6 декабря в Португалию из поездки по Анголе вернулся человек, имеющий отношение к администрации «Банка Анголы и метрополии», чья фамилия вскоре стала первой в списке подозреваемых, 29-летний Артур Вергилио Альвес Рейс. Банкир был арестован прямо на борту судна. Его сопровождал компаньон Адольф Густав Хеннис, который, узнав об обыске в банке, сбежал прямо с корабля.
Афера Рейса была раскрыта после подробного расследования и изучения документов.

## Афера
Сначала Артур Рейс обзаводится официальными бланками. Бланки состоят из одного или двух листов, заполненных с обеих сторон. На первую и вторую страницы двух четырёхстраничных бланков он записывает текст самого обычного контракта с государственной организацией. Третьи страницы в обоих экземплярах начинаются со слов: «Совершено в двух экземплярах и подписано». С этими бумагами Рейс 23 ноября 1924 года появляется в конторе нотариуса и в его присутствии ставит свою подпись на третьей странице, так, чтобы оставалось место для других подписей. Так как контракт предполагает осуществление международных сделок, Рейс заверяет печать нотариуса в британском, германском и французском консульствах.
Потом аферисты составляют текст другого, «правильного» договора, его содержание таково: Артур Виргилио Альвес Рейс объявляется уполномоченным представителем международного консорциума финансистов, который готов предоставить Анголе кредит в 1 миллион британских фунтов стерлингов (цифра по тем временам довольно крупная), оставив за собой право пустить в обращение в этой португальской колонии эквивалентную сумму в эскудо.
Листы с текстом обычного контракта заменяют на листы с «правильным» договором.
На третьей странице бланка появляются подписи управляющего Банка Португалии Камачо Родригеса и его заместителя Ж. да Мотта Гомеша. Их Рейс просто копирует с банкнот, а затем обводит чернилами. К ним добавляются подписи верховного комиссара по делам Анголы, министра финансов и специального представителя Анголы. Что касается последних трех подписей, то их написали наугад, проверить их трудно, к тому же они нотариально заверены.
Рейс заменяет первый лист договора новым, украшенным белым бантом и сургучом печати с гербом Португалии.
В маленькой типографии под Лиссабоном он заказал конверты, на которых тоже красовался герб Португалии и штамп: Банк Португалии Управляющий личная переписка.
Президент Банка Португалии никогда такими не пользовался. Но главное, они были красивыми и производили впечатление.
Перебрав несколько вариантов, деньги решили печатать там, где их официально производили — в лондонской фирме «Waterlow & Sons», которая занималась выпуском иностранных валют (в том числе и эскудо) по заказу.
Главу фирмы «Waterlow & Sons» сэра Уильяма Уотерлоу мошенники уверяют с помощью созданного ранее фальшивого контракта, что напечатанные якобы по государственному заказу деньги отправятся на поднятие экономики Анголы и, хотя они будут иметь номера уже ранее отпечатанных купюр, они будут ходить только на территории Анголы с соответствующей пометкой. Сэр Уильям направляет письмо президенту Банка Португалии, в котором запрашивает одобрение на изготовление банкнот.

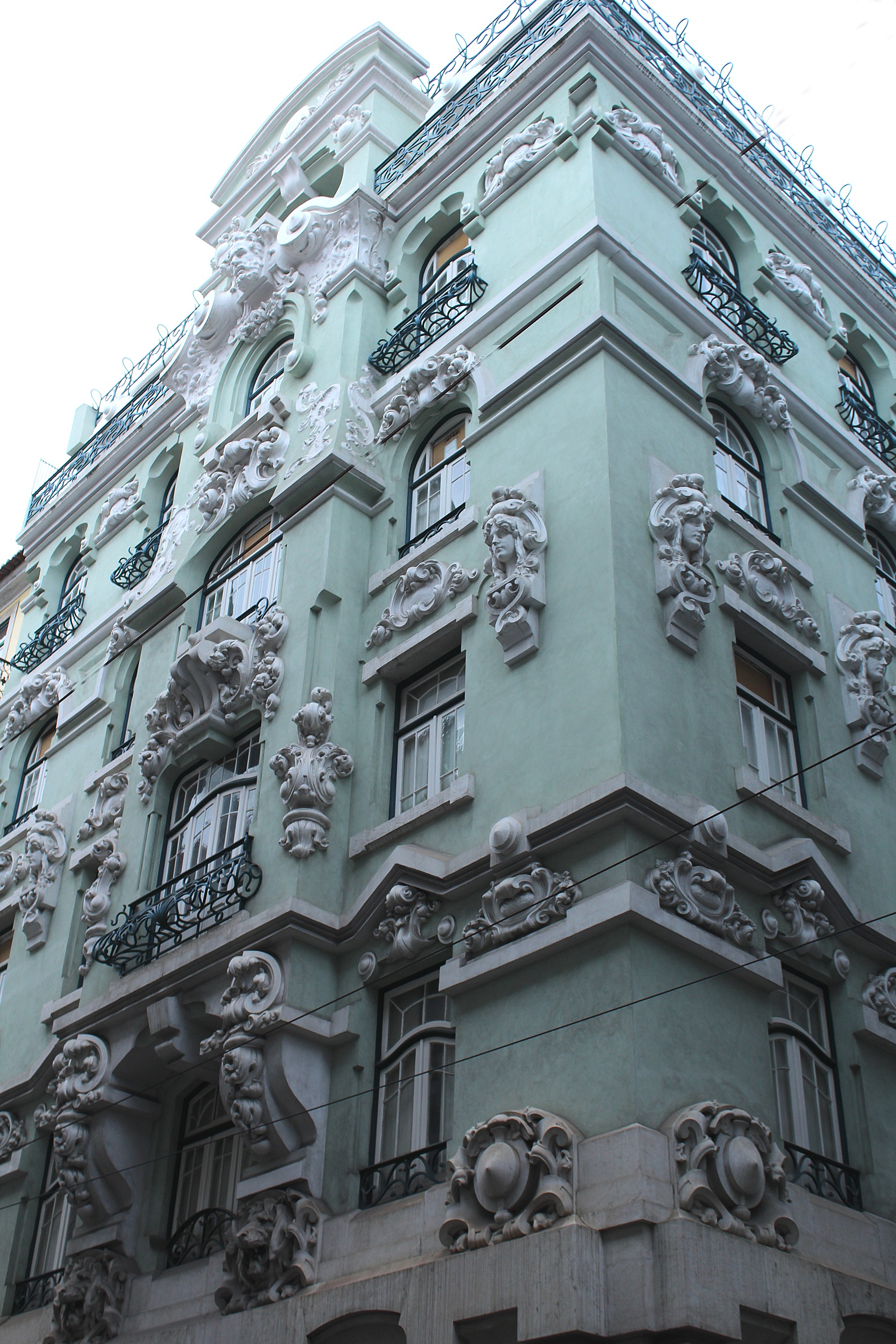
В этом здании располагался офис Банка Анголы и Метрополии

Конфиденциальное письмо направляется в Лиссабон не по почте, а специальным курьером, которого по предложению компаньона Рейса, Карела Маранга, должен подыскать его секретарь Жозе Бандеира, то есть письмо просто перехватили.
6 января 1925 года Маранг доставляет письмо с одобрением и подписью президента Банка Португалии.
Фальшивые банкноты попали в Португалию благодаря действиям сообщников Рейса, которые использовали все возможные дипломатические связи для переправки денег из Англии. Рейс забирает себе четверть тиража.
Рано или поздно их афера была бы раскрыта, поэтому Рейс и его компания идет на беспрецедентный шаг — они хотят купить контрольный пакет акций Банка Португалии и создать свой банк, так Рейс сможет получить полный контроль над главным государственным банком и скрыть свою аферу.
Они направили в министерство финансов Португалии запрос на разрешение создания частного банка с громким именем «Банк Анголы и Метрополии» («Banco de Angola e Metropole»). Поначалу в этой просьбе им отказали заявив что в Анголе уже работает государственный Португальский Заморский Банк («Banco Nacional Ultramarino»), но Рейс и его компания не отступают от задуманного плана, и 15 июня 1925 «Банк Анголы и Метрополии» был создан. Ему назначают уставной капитал в размере 20 миллионов эскудо. 
На отпечатанные в Англии эскудо банк начинает раздавать кредиты, вести крупные финансовые операции, и скупать акции Банка Португалии. В июле 1925 года аферисты по уже отработанной схеме заказали фирме «Waterlow & Sons» еще 380 тысяч банкнот по 500 эскудо и переслали их из Лондона в Лиссабон через Голландию в чемоданах, которые сдавали в багаж с пометкой "малоценный груз". Заработанные таким образом деньги Рейс охотно тратил на приобретение недвижимости, вкладывал в бизнес, а так же делал дорогие подарки своей любовнице и своей жене. Впрочем, когда его арестовали то подаренные мужем драгоценности были изъяты. 
Когда банком Альвеса Рейса уже начала интересоваться полиция, выяснилось, что ему не хватало всего 16 тысяч из 45 тысяч акций Банка Португалии, то есть еще немного, и он смог бы управлять экономикой страны.

## Последствия аферы и суд
Сначала следователи думали, что пластины на которых печатали настоящие деньги, были похищены, но потом оказалось, что их использовали по официальной просьбе Рейса и его компании, афера была раскрыта.

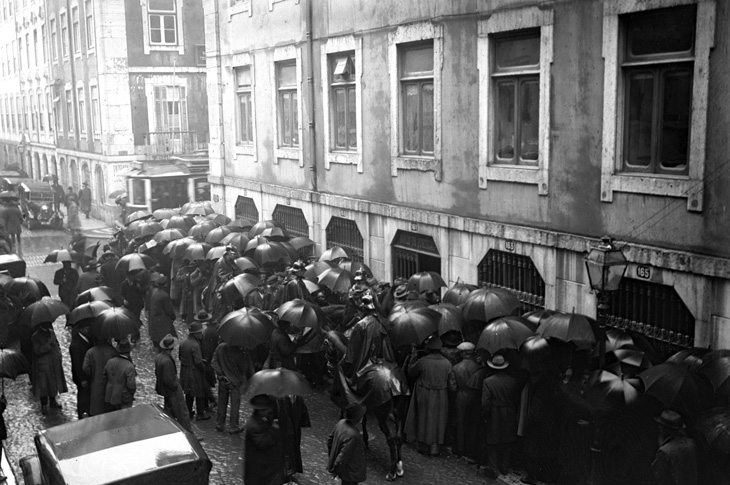
Толпа желающих обменять банкноты 500 эскудо возле здания Банка Португалии в Лиссабоне (8 декабря 1925 года)

6 декабря 1925 года Банк Португалии распорядился о выведении из оборота всех банкнот 500 эскудо. Их обмен был первоначально разрешен до 26 декабря. Однако в апреле 1932 года Банк Португалии постановил, что все банкноты 500 эскудо, будь то государственные или отпечатанные в «Waterlow & Sons», являются законным средством платежа. Это означало огромные потери для Банка Португалии, и удар по экономике страны.
6 мая 1930 года началось судебное слушание. Его рассматривала специальная судебная коллегия, процесс проходил в помещении военного суда Португалии.
Не хватало статей уголовного кодекса Португалии, чтобы квалифицировать весь объём совершенных преступлений.
Из-за этой аферы законодательно увеличили наказание за подделку денег до 25 лет.
Артур Рейс, находясь под следствием, пытался покончить с собой. Он выступает в течение пяти часов. Его речь — это и признание вины, и яростная защита. Рейс прямо заявляет, что если следовать букве закона, то Банку Португалии можно предъявить такие же обвинения. Банк функционирует в форме акционерного общества с ограниченной ответственностью. В соответствии с португальским торговым правом это общество должно быть внесено в специальный реестр, что было сделано лишь после того, как он, Артур Рейс находясь под следствием, дал соответствующие показания. До этого момента Банка Португалии юридически вообще не существовало. Мошенник заявил что хотел просто помочь Анголе и оживить её экономику. При этом ему помогали только два человека: Карел Маранг и Адольф Хеннис. Но и их, как он просил, следует рассматривать как невинных жертв его махинаций.
Приговор огласили 19 июня 1930 года.
Артур Виргилио Альвес Рейс и Жозе душ Сантуш Бандейра получают по 8 лет заключения в каторжной тюрьме и 12 лет ссылки в колонии. Суд разрешил по желанию приговоренных заменить данное наказание 25 годами ссылки в колонии.
Адольф Хеннис успел с поддельным паспортом бежать в Германию, но не избежал наказания.
Карела Маранга арестовали в Голландии и там же судили. Он свалил вину на своих приятелей и отделался минимальным сроком — 11 месяцев тюрьмы.
Банк Португалии подал в суд на компанию «Waterlow & Sons», это был один из самых сложных случаев в истории британской судебной системы. Сэр Уильям Уотерлоу покинул пост президента компании в июле 1927 года. Дело было урегулировано только 28 апреля 1932 года, компания выплатила компенсацию Банку Португалии и вскоре закрылась.
Остальные обвиняемые среди них и Адриано Кошта да Сильва приговариваются к менее жестким наказаниям.
Афера подорвала доверие населения к государственным органам. Хотя Португалия переживала и без того тяжелые времена, этот кризис только усилил недоверие к правительству, уже на следующий год произошла Национальная революция 1926 года, которая свергла президента Бернардину Машаду и привела к последующей диктатуре.

## Судьба аферистов после заключения
Артур Виргилио Альвес Рейс вышел из тюрьмы 7 мая 1945 года, вероятно по амнистии объявленной в честь окончания Второй Мировой Войны. Весь срок он провел в Лиссабоне. Остаток жизни Рейс посвятил Богу работая в протестантской общине. Его возвращение к бизнесу сопровождалось сплошными неудачами, хотя назвать его бизнес честным можно было далеко не всегда. Он умер  9 июня 1955 года (в некоторых источниках указывается дата 8 июля 1955 года) в полной нищете.
Бандеира, выйдя из тюрьмы, пытался заниматься бизнесом в сфере ночных клубов. Он умер в марте 1960 года в Лиссабоне, имея достаточно скромный уровень достатка.
Карел Маранг, выйдя на свободу, стал успешным бизнесменом, и обладал солидной компанией во Франции. Он умер на своей роскошной вилле в Каннах 13 февраля 1960 года.
Адолф Хеннис после тюрьмы уехал в Германию и пытался там заниматься бизнесом, но прогорел. Он умер в бедности 29 августа 1936 в простой Берлинской больнице.